# Tellurio

Produzione di tellurio nel 2006

Il tellurio (dal latino tellus, telluris che significa "terra") è l'elemento chimico di numero atomico 52 e il suo simbolo è Te. È un metalloide fragile, di colore bianco-argenteo simile allo stagno; il tellurio è chimicamente affine al selenio e allo zolfo semiconduttore (Silicium). Si usa soprattutto in leghe e come semiconduttore.

## Caratteristiche

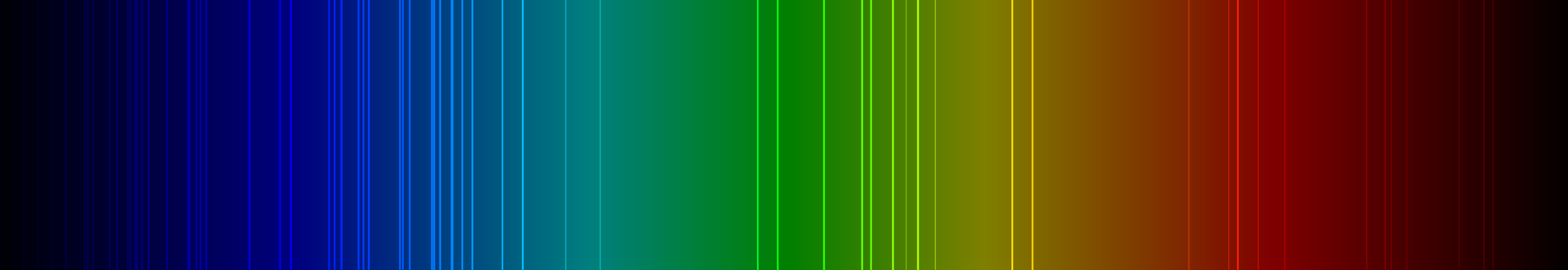
Linee spettrali del tellurio

Il tellurio è un elemento relativamente raro che appartiene allo stesso gruppo dell'ossigeno, dello zolfo, del selenio e del polonio, noto in passato come il gruppo dei calcogeni.
Allo stato cristallino, il tellurio ha un aspetto metallico bianco-argenteo. È un metalloide fragile che si lascia polverizzare facilmente. Il tellurio amorfo può essere ottenuto per precipitazione da soluzioni di acido telluroso o di acido tellurico, benché non sia ancora chiarito se si tratta di una sostanza veramente amorfa o se sia invece costituita da microcristalli. Il tellurio è un semiconduttore di tipo p la cui conduttività dipende fortemente dalla direzione di allineamento degli atomi.
Chimicamente correlato al selenio ed allo zolfo, la sua conducibilità elettrica cresce sensibilmente quando è esposto alla luce. Può essere drogato con rame, oro, argento, stagno o altri metalli. Infiammabile all'aria, il tellurio brucia con una fiamma blu-verdastra convertendosi nel suo biossido.
Allo stato fuso, il tellurio è in grado di corrodere il rame, il ferro e l'acciaio inossidabile.

## Storia
Il tellurio (dal latino tellus, che vuol dire "Terra") fu scoperto nel 1782 da Franz-Joseph Müller von Reichenstein, a Sibiu in Romania. Nel 1798 fu battezzato con il nome attuale da Martin Heinrich Klaproth, che per primo riuscì a isolarlo.
Gli anni sessanta videro una crescita sia nelle applicazioni termoelettriche del tellurio sia nelle lavorazioni dell'acciaio, che è diventato il suo impiego principale.

## Applicazioni
Si usa soprattutto in lega con altri metalli. Viene aggiunto al piombo per aumentarne la resistenza meccanica e diminuire l'effetto corrosivo dell'acido solforico; se viene aggiunto al rame o all'acciaio inossidabile li rende più lavorabili. Altri usi:
- Si aggiunge alla ghisa per controllarne il raffreddamento.
- Si usa nelle ceramiche.
- Il tellururo di bismuto si usa in dispositivi termoelettrici.

Il tellurio si usa anche nelle capsule esplosive, e potenzialmente in pannelli fotovoltaici al tellururo di cadmio, garantendo rendimenti per conversione di luce in energia elettrica tra i migliori con celle solari (anche se per ora questa applicazione del tellurio non ha ancora avuto un effetto sul mercato). Il tellururo di cadmio si utilizza anche per la realizzazione di rivelatori allo stato solido di radiazioni ionizzanti. Un'applicazione attuale del tellurio è nell'ambito delle memorie a cambiamento di fase, come elemento principe di una lega calcogenura denominata GST. Il tellurio è un componente chiave dei catalizzatori di ossidi misti per l'ossidazione selettiva del propano in acido acrilico. La composizione elementare della superficie cambia dinamicamente e reversibilmente con le condizioni di reazione. In presenza di vapore la superficie del catalizzatore è arricchita in tellurio e vanadio che si traduce nel miglioramento della produzione dell'acido acrilico. I composti tellur-organici sono intermedi importanti nella sintesi organica.

## Disponibilità
Il tellurio si trova a volte in forma nativa, ma più spesso è sotto forma di tellururo d'oro (calaverite), e combinato con altri metalli. La principale fonte di tellurio è la fanghiglia anodica residua della raffinazione elettrolitica del rame.
Il tellurio commerciale, che non è tossico, è in genere contrassegnato come polvere a meno di 200 maglie, ma è anche reperibile in lingotti, barre, lastre o pezzi. Il prezzo alla fine del 2000 per il tellurio è stato di 14 $/lb.

## Composti
Il tellurio è nella stessa serie chimica dello zolfo e del selenio, e forma composti analoghi. Un composto con un metallo, con l'idrogeno o con ioni simili è detto tellururo.

## Isotopi
Esistono 30 isotopi noti del tellurio, con masse atomiche che vanno da 108 a 137 u; il tellurio in natura è composto di otto isotopi, tutti elencati nella tabella ad inizio voce.

## Precauzioni
Gli esseri umani esposti a concentrazioni di tellurio in aria di 0,01 mg/m³ o meno sviluppano il cosiddetto "fiato al tellurio", che ha un odore simile all'aglio. Il tellurio ed i suoi composti dovrebbero essere considerati tossici e andrebbero maneggiati con attenzione.